# Bel Paese

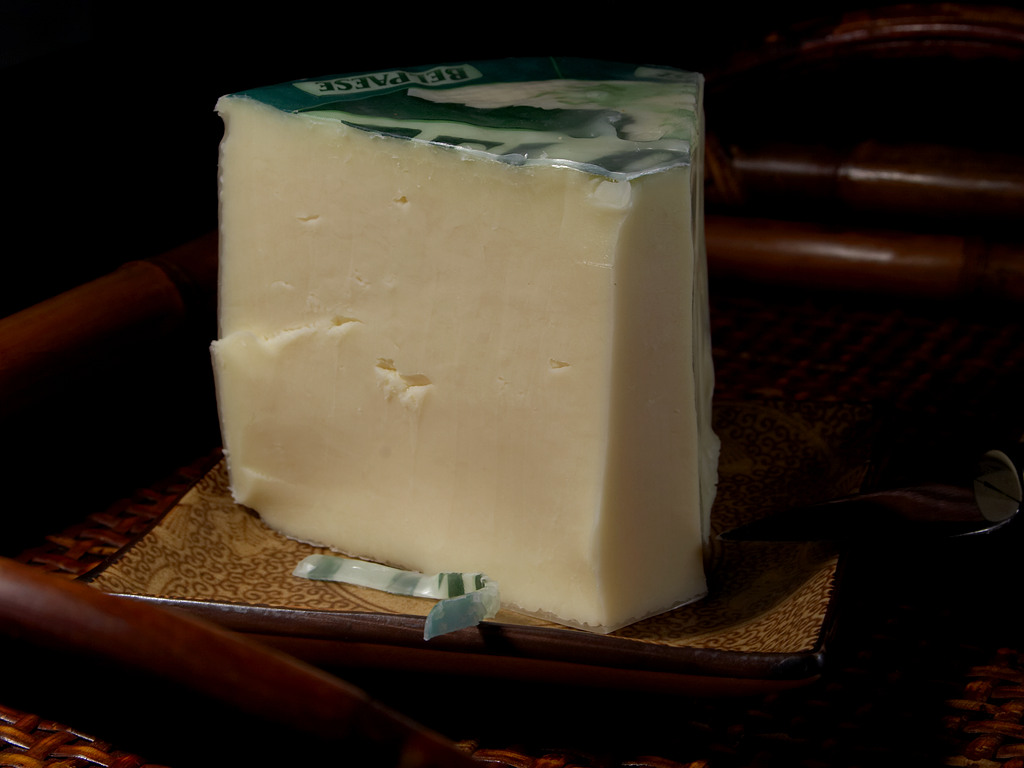
Bel Paese

Bel Paese um queijo italiano processado da região da Lombardia. Macio, embalado em papel de alumínio com textura de manteiga. Pelo seu sabor ácido, é usado como aperitivo, em sanduíches ou sobremesas.